# Ga Gia Ray
Ga Gia Ray là một nhà ga xe lửa tại huyện Xuân Lộc, tỉnh Đồng Nai. Nhà ga là một điểm trên tuyến đường sắt Bắc Nam tiếp nối sau ga Trản Táo và trước ga Bảo Chánh.